# DirectSetup
DirectSetup是DirectX的一部份，用於DirectX元件的安裝。
DirectSetup 的安裝方式有標準安裝（Standard Install）以及自選安裝（Custom Install）二種，支援多國語言，還可以透過DirectXSetupCallbackFunction進行回呼（callback）。DirectSetup 可以解除安裝。DirectSetup 並非完全是API, 還包含了 DirectX Diagnostic Tool（DXDiag.exe）。DirectSetup 還提供了DirectXSetupGetVersion 方法來檢查DirectX 的版本。

## 外部連結
- DirectSetup Documentation（页面存档备份，存于）